# Hemigrammocharax uniocellatus
Hemigrammocharax uniocellatus är en fiskart som först beskrevs av Pellegrin 1926.  Hemigrammocharax uniocellatus ingår i släktet Hemigrammocharax och familjen Distichodontidae. IUCN kategoriserar arten globalt som livskraftig. Inga underarter finns listade i Catalogue of Life.